# Em Carne Viva (livro)
Em carne viva é um romance policial brasileiro de autoria de José Louzeiro, publicado em 1988 pela Editora Clube do Livro, São Paulo. O livro é ambientado no Rio de Janeiro e se passa logo após a instituição do AI-5 pelo governo militar, ocorrido em fins dos anos de 1960. O tema central são as relações de quadrilhas de assaltantes e assassinos que tentam se organizar sob a cobertura de policiais corruptos e manipulações de autoridades superiores e grandes criminosos que agem discretamente. Como pano de fundo, a crise política intitucionalizada decorrente dos embates entre a polícia secreta governamental e os subversivos de grupos tais como o MR-8, num cenário de uma metrópole caótica, sofrendo com todo tipo de degradação, especulação imobiliária, trânsito infernal, ruas esburacadas, telefones e serviços públicos em geral ineficientes, prostituição, corrupção e violência.

## Personagens principais
- Leonam Noronha, 30 anos, o "Léo" - assaltante e assassino frio e calculista, desconfia de todos e tenta tomar o controle da situação, mas é sempre manipulado e traído, mesmo procurando manter uma atitude de lealdade com as pessoas a sua volta.
- Sebastiana dos Anjos - ex-socialite e viúva de um funcionário governamental importante. Quando o marido caiu em desgraça e acabou assassinado, Sebastiana transformou o casarão onde morava numa pensão. É mãe de Aécio dos Anjos, um jovem subversivo militante do MR-8. Personagem inspirada em Zuzu Angel.[1]
- Olivia - espanhola, 40 anos, é informante da polícia secreta e trabalha infiltrada. Aluga um quarto na pensão de Sebastiana para descobrir o paradeiro de Aécio. Suspeita de Léo, que se parece com o subversivo, e acaba provocando o rancor assassino do criminoso.
- Amigo Velho - mulato, investigador policial corrupto e a principal "cobertura" de Léo e sua quadrilha.
- Barbada - chefão criminoso, faz as ligações entre as quadrilhas de assaltantes, policiais corruptos e bandidos do alto escalão.
- Aécio dos Anjos - subversivo ligado ao MR-8. É morto pela "polícia politica" enquanto estava prisioneiro, crime testemunhado por Léo. Inspirado em Stuart Angel
- Tenente Freire - é o principal criminoso da história, embora apareça pouco. Comandou pessoalmente a tortura e assassinato de Aécio.

## Enredo
Léo se encontra com Amigo Velho para saber do paradeiro de Careca, seu ex-sócio que o roubou e fugiu. Os dois conversam sobre o plano de unirem as quadrilhas de Léo, liderada por Biela, e a de Pepe, para a realização de grandes roubos. Logo a seguir Biela é envenenado e morto e Léo assume como o novo líder, sem antes também ter sido assassinado Jacaré, que queria o lugar de Biela. Léo quer saber quem matou Biela e desconfia da real causa da morte de Jacaré. Fica sabendo por Amigo Velho que Barbada é o dono do bar onde Biela foi morto e esse se torna seu principal suspeito.
Léo aceita a união das quadrilhas e faz os planos para um grande roubo de jóias. Enquanto isso vai morar na pensão decadente de Sebastiana, sem saber que é muito parecido com Aécio, o filho da mulher, procurado pela polícia secreta por suas atividades subversivas.